# Drillia tumida
Drillia tumida is een slakkensoort uit de familie van de Drilliidae. De wetenschappelijke naam van de soort is voor het eerst geldig gepubliceerd in 1971 door McLean & Poorman.